# Гранд Фокс (Северна Дакота)
Гранд Фокс (енгл. Grand Forks) град је у америчкој савезној држави Северна Дакота.

## Демографија
По попису из 2010. године број становника је 52.838, што је 3.517 (7,1%) становника више него 2000. године.
| Група             | 2000.          | 2010.          |
| Белци             | 45.534 (92,3%) | 46.525 (88,1%) |
| Афроамериканци    | 426 (0,9%)     | 1.061 (2,0%)   |
| Азијати           | 472 (1,0%)     | 1.178 (2,2%)   |
| Хиспаноамериканци | 921 (1,9%)     | 1.473 (2,8%)   |
| Укупно            | 49.321         | 52.838         |